# 거루쥔
거루쥔(중국어 정체자: 葛如鈞, 병음: Gé Rújūn, 한자음: 갈여균, 1981년 7월 28일 ~ )은 타이완의 정치인이다. 2024년 비례대표의 입법위원으로 당선된다.